# Rhabdopleura
Rhabdopleura es un género de foraminífero bentónico de estatus incierto, aunque considerado un sinónimo posterior de Hyperammina de la subfamilia Hyperammininae, de la familia Hyperamminidae, de la superfamilia Hippocrepinoidea, del suborden Hippocrepinina y del orden Astrorhizida. Su especie tipo era Rhabdopleura abyssorum. Su rango cronoestratigráfico abarcaba el Holoceno.

## Clasificación
Rhabdopleura incluye a la siguiente especie:
- Rhabdopleura abyssorum †